# By-Folkärna pastorat
By-Folkärna pastorat är ett pastorat i Tuna kontrakt i Västerås stift i Avesta kommun i Dalarnas län. 
Pastoratet bildades 2014 genom sammanläggning av pastoraten:
- Folkärna pastorat
- By pastorat

Pastoratet består av följande församlingar:
- Folkärna församling
- By församling

Pastoratskod är 051107.